# Perestroika verstehen – Neues Denken verteidigen
Perestroika verstehen – Neues Denken verteidigen (russisch Понять перестройку, отстоять новое мышление / Ponjat perestroiku, otstojat nowoje myschlenije, wiss. Transliteration Ponjat' perestrojku, otstojat' novoe myšlenie) aus dem Jahr 2021 ist eine Altersschrift von Michail Gorbatschow (1931–2022), dem letzten der ‚Sieben Führer‘ (Wolkogonow) der Sowjetunion, an deren Spitze er zur Zeit ihres endgültigen Zerfalls stand.

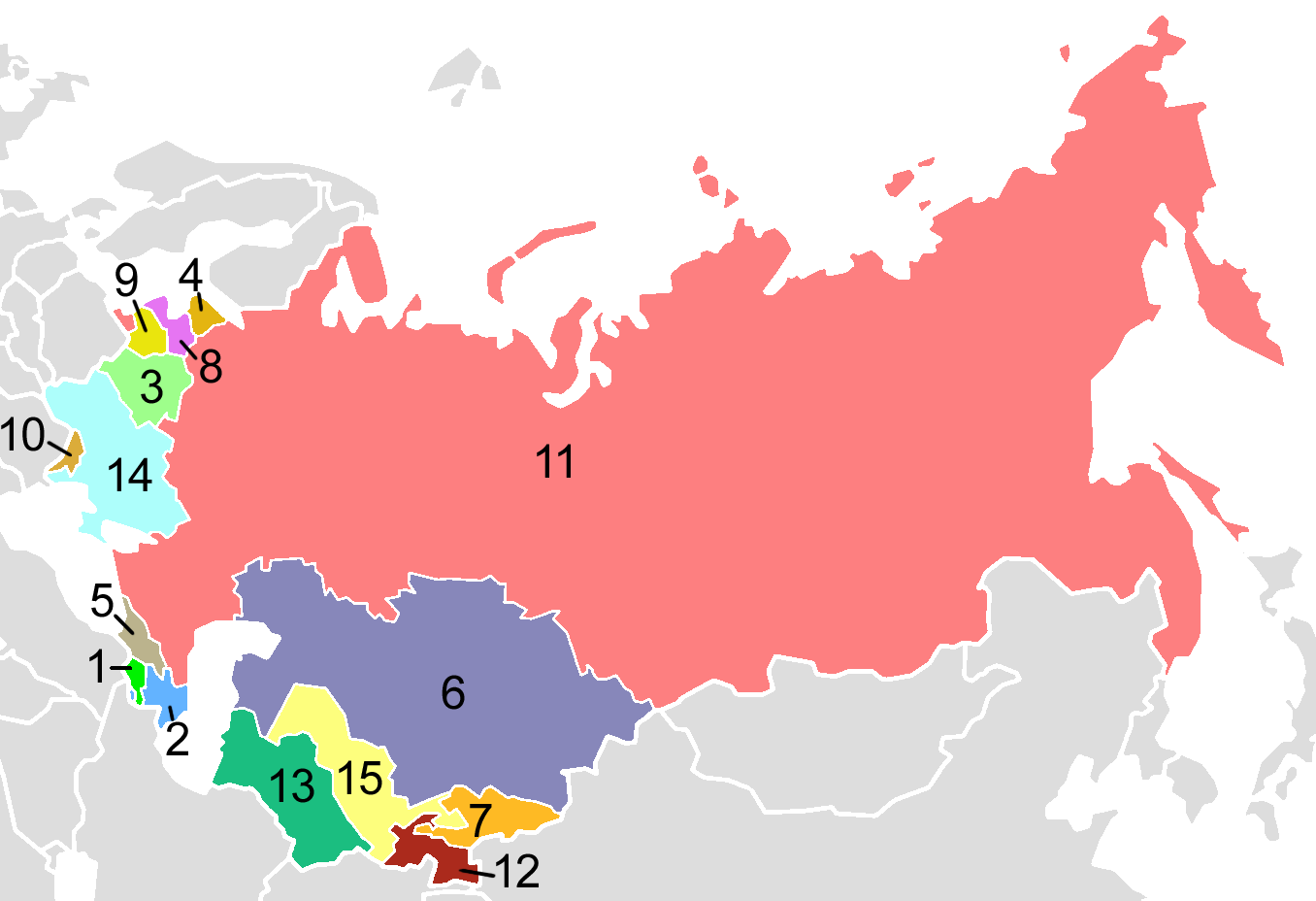
Staaten nach dem Zerfall
der Sowjetunion:
Fortsetzerstaat:
11.
Ehemalige Unionsrepubliken, die ihre staatliche Unabhängigkeit erklärten und wiedererlangten:
4.
8.
9.
Nachfolgestaaten:
1.
2.
3.
5.
6.
7.
10.
12.
13.
14.
15.

Sein Artikel liefert wichtige Einsichten in seine eigene politische Philosophie und ist eine Art letzter Abgesang auf das politische System der Sowjetunion in ihren letzten Zügen. Gorbatschow sah sich mit seinem Handeln am Ende eines starren Systems, das Jahrzehnte zuvor „in Beton gegossen“ worden war. Er nimmt darin zugleich klar und unmissverständlich Stellung gegen die gegenwärtige Militarisierung der Weltpolitik.

## Einführung
Der Artikel Gorbatschows erschien am 2. August 2021 – kurz vor dem 30. Jahrestag des Putsches gegen ihn – auf dem Portal Rossija w globalnoi politike / Russia in Global Affairs (russisch Россия в глобальной политике / , wiss. Transliteration Rossija v global'noj politike; "Russland in der Weltpolitik"), einer russischen Zeitschrift zur Analyse internationaler Beziehungen. Er erschien drei Jahrzehnte nach der Auflösung der Sowjetunion und enthält die Reflexionen von Michail Gorbatschow, dem letzten Sekretär der KPdSU, der eine Reformzeit einleitete, die zum Sturz des kommunistischen Regimes führte.
Die beiden Begriffe „Perestroika“ und „Neues Denken“ waren zentral für die Reformpolitik von Michail Gorbatschow in der Sowjetunion in den späten 1980er Jahren, wobei Perestroika für die Strukturreformen in Politik und Wirtschaft steht, während Neues Denken den Wandel in der Außenpolitik und die Betonung von globaler Kooperation und Abrüstung bezeichnet. Diese Konzepte waren entscheidend für die Transformation der Sowjetunion und hatten langfristige Auswirkungen auf die internationale Politik und die Geschichte.

## Inhalt
Gorbatschow lässt sich in seinem Artikel – neben der „Erinnerung an die Ziele und Werte der Perestroika und des Neuen Denkens“ – verschiedene Geschehnisse aus seinen Amtszeiten als Generalsekretär der KPdSU (1985–1991) und  Präsident der UdSSR (1990–1991) Revue passieren und rechnet im Nachhinein auch mit einigen seiner damaligen politischen Gegner ab, insbesondere den Putschisten vom August 1991, nach welchem er noch weiter für den Abschluss eines Unionsvertrags kämpfte: 

„Jelzin hat sein Wort nicht gehalten. Er und sein innerer Kreis opferten die Union ihrem unbändigen Verlangen, im Kreml zu regieren.“

Noch nach den Absprachen im Belaweschskaja puschtscha hätte Gorbatschow als Präsident alles getan, die Union zu erhalten.
In seiner Schrift blickt er auf seine Zeit als Führer der Sowjetunion zurück und seine Sichtweisen sowie die Auswirkungen seiner Reformpolitik der Perestroika und des Neuen Denkens darlegt. Diese politischen Strategien waren zentral für Gorbatschows Amtszeit und hatten weitreichende Auswirkungen auf die Sowjetunion sowie auf die internationale Politik. Das Auseinanderbrechen der Union hat Gorbatschow zufolge dann „die Perestroika unterbrochen“.
Perestroika (russisch Перестройка), was auf Deutsch „Umbau“ bedeutet, war eine Reihe von politischen und wirtschaftlichen Reformen, die auf die Liberalisierung der verkrusteten sowjetischen Gesellschaft und die Stimulierung der stagnierenden Wirtschaft abzielten. Ziel war es, eine effizientere und offenere Gesellschaft zu schaffen, die besser auf die Bedürfnisse ihrer Bürger eingehen konnte.
Das Neue Denken (russisch Новое Мышление) – „die Ablehnung von Atomwaffen und Militarismus“ – war ein außenpolitischer Ansatz, der auf Kooperation, Abrüstung und der Lösung globaler Probleme durch internationale Zusammenarbeit abzielte. Es war ein Bruch mit der traditionellen sowjetischen Außenpolitik, die oft von Konfrontation und Wettbewerb mit dem Westen, insbesondere den USA, geprägt war.
Bei seinem Amtsantritt hatte sich der sowjetische Führer in einem Klima der wirtschaftlichen und moralischen Krise, des Zerfalls und der allgemeinen Ernüchterung mit einer Reihe heikler Probleme konfrontiert gesehen. Reformen waren nötig, und zwar schnell. Die Sowjetunion war zu Gorbatschows Zeit jedoch nicht mehr in der Lage oder nicht bereit, die für die Verwirklichung dieser Veränderungen erforderliche Zeit abzuwarten, und so zerfiel sie plötzlich und unwiderruflich. Mit dem politisch-ökonomischen Experiment der Sowjetunion verschwand der Autorin Martina Napolitano zufolge auch eine ganze Welt (ausgestattet mit einem Denken, einer Sprache, einer Gesellschaft, einer Kultur, einem Horizont) und ihre Bürger waren unweigerlich desorientiert und der ihnen einst auferlegten Vektoralität beraubt.
Allerdings hatte Gorbatschows Perestroika auf ihre eigene Weise und mit heterogenen Ergebnissen einige Grundlagen geschaffen, insbesondere im Hinblick auf die bürgerschaftliche Reflexion. Diesen Aspekten ist Gorbatschows Text gewidmet.

Gorbatschow sieht seine Schrift als seinen „Beitrag zum Dialog zwischen der Vergangenheit und der Gegenwart“: 

„Um sie zu verbinden, muss man die Wahrheit über die Vergangenheit kennen und Lehren für die Zukunft ziehen. Das ist es, was wir alle in einer sich verändernden Welt brauchen.“

Er schildert darin die rapide Verschlechterung der sozialen Lage „bei allgemeiner Unzufriedenheit“ und hinterfragt sein eigenes Handeln: 

„Das System misstraute dem Volk und weigerte sich zu glauben, dass die Menschen unabhängig als Gestalter der Geschichte handeln konnten. Die Initiatoren der Perestroika hatten eine andere Sicht: Wir glaubten, den Menschen Freiheit zu geben würde ihre Initiative und ihre schöpferische Energie entfesseln.

Waren wir naiv in unserem Glauben an das Volk und sein kreatives Potenzial?“

Er konstatiert, dass der militärisch-industrielle Komplex enorme Ressourcen, die Energie und das Talent der besten Fachkräfte verschlang: „90 Prozent unserer Wissenschaft waren der militärischen Verteidigung gewidmet. Dennoch machte die exzessive Aufrüstung unsere Sicherheit nicht zuverlässiger.“
Gorbatschow stellt klar, dass es  „die Sowjetunion [war], die die ersten Schritte unternahm, um die Grundlagen der internationalen Politik zu verändern. Wir schlugen der Welt eine neue Denkweise vor, und unsere Anstrengungen stießen auf Resonanz – wenn auch nicht sofort.“

Gorbatschow räumt jedoch ein, dass eine politische Neuordnung am Anfang gar nicht ihr Ziel gewesen wäre: 

„Eine politische Neuordnung war am Anfang gar nicht unser Ziel. Ich gebe zu, dass ich damals glaubte, dass die Partei – die Kommunistische Partei der Sowjetunion – der Träger für Reformen sein würde. Sie hatte die Geschicke des Landes seit vielen Jahren gelenkt, ihre Vertreter verfügten über große administrative und politische Erfahrung und hatten Schlüsselpositionen in allen Bereichen der Staatsführung und der Gesellschaft inne. Von daher spielte die Partei vor allem im Anfangsstadium der Perestroika eine unverzichtbare Rolle.“

Gorbatschow hält fest, dass Glasnost von vielen Seiten harte Kritik ertragen musste, erstaunlicherweise sogar von dem Schriftsteller Alexander Solschenizyn. Gorbatschows Glasnost habe alles ruiniert, hätte der große Schriftsteller einmal gesagt. Jahre zuvor hätte er jedoch etwas völlig anderes gesagt: „Ehrliche und völlige Offenheit (Glasnost) ist die Grundvoraussetzung für jede gesunde Gesellschaft.“ Gorbatschow hätte ihn daran erinnert und ihn gefragt, „wo er denn selbst ohne Glasnost stünde“.
Mit der Intelligenzija seines ehemaligen Staates rechnete Gorbatschow mit den folgenden Worten ab:

„Da der Intelligenzija die notwendigen Kenntnisse und Erfahrungen fehlten, war sie unfähig, in der Staatsführung und Verwaltung den Platz der Partei-Nomenklatura zu übernehmen. Ihre Mitglieder konzentrierten sich darauf, unsere Vergangenheit zu kritisieren und zu entlarven, aber erwiesen sich als unfähig, konstruktive Ideen für einen Weg in die Zukunft zu entwickeln.“

Im Gegensatz zum russischen Präsidenten Wladimir Putin sieht Gorbatschow die Hauptschuld für das Auseinanderbrechen der Sowjetunion nicht in „Lenins Konzept der Föderation“.
Die Entscheidung, den Protest in Tiflis (Tbilissi) niederzuschlagen, wurde – Gorbatschow zufolge – hinter seinem Rücken und gegen seinen Willen getroffen.

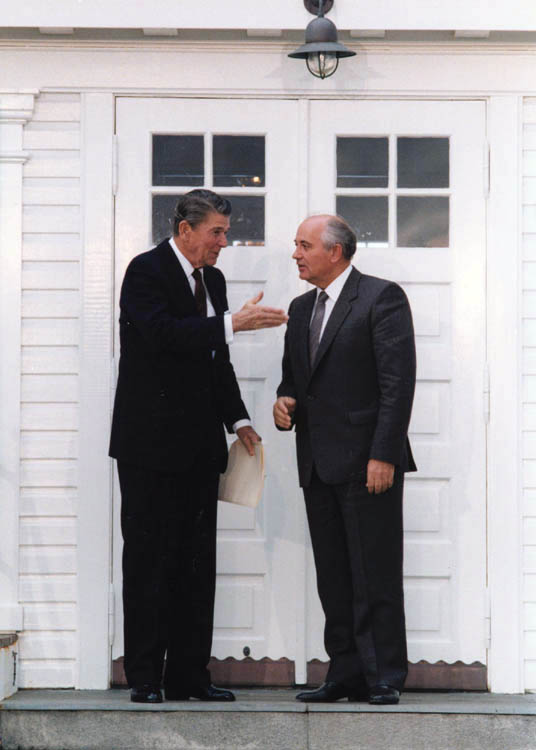
Ronald Reagan und Michail Gorbatschow in Island

Gorbatschow unterstreicht die Bedeutung der wichtigsten Ergebnisse des Genfer Gipfeltreffens mit Ronald Reagan („"dass ein Atomkrieg nicht gewonnen werden kann und niemals geführt werden darf." Des Weiteren werden beide Seiten "nicht nach militärischer Überlegenheit streben."“). Das Gipfeltreffen in Reykjavík sah Gorbatschow als einen Durchbruch, „einen Neuanfang in den Atomwaffenverhandlungen“ (siehe auch INF-Vertrag).

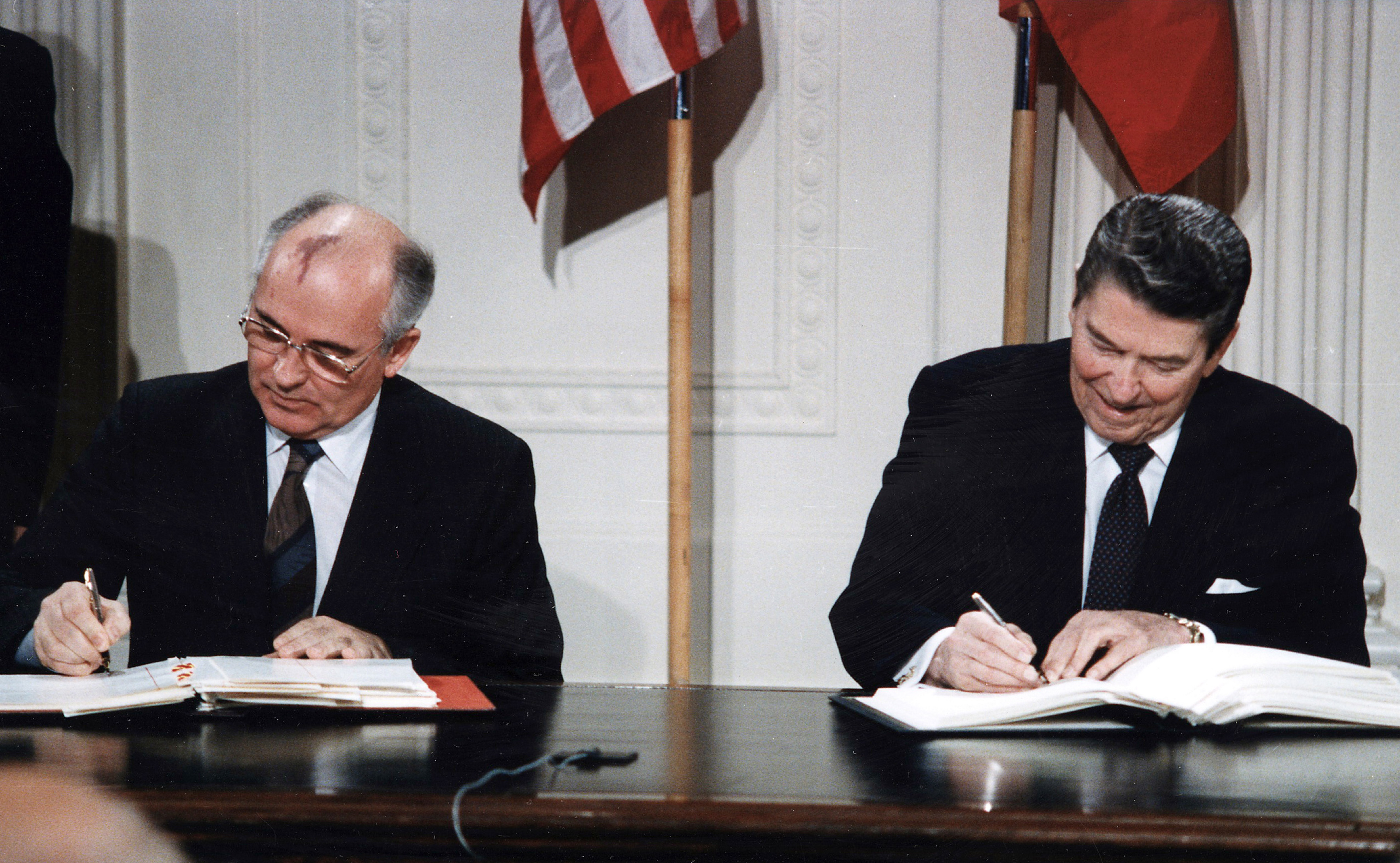
US-Präsident Reagan (rechts) und der sowjetische Generalsekretär Gorbatschow (links) unterzeichnen den INF-Vertrag im Weißen Haus, 8. Dezember 1987.

Die ersten Ergebnisse der Politik des Neuen Denkens hatte Gorbatschow – gemeinsam mit den daraus gelernten Lektionen – in seiner Rede vor der Vollversammlung der Vereinten Nationen im Dezember 1988 zusammengefasst, aus der er in dem Artikel zitiert und worin es heißt: „Unser Ideal ist eine Weltgemeinschaft von Staaten, die sich auf das Prinzip der Rechtsstaatlichkeit stützen, und die ihre außenpolitischen Aktivitäten Recht und Gesetz unterstellen“.
Bezüglich der Perestroika und den Wahlen der Delegierten des Kongresses der Volksdeputierten der UdSSR von 1989 räumt er ein:

„Ich muss zugeben, dass es für mich eine schmerzhafte Erfahrung war zu sehen, dass die Partei zunehmend ein Hindernis für die Perestroika wurde. Doch als ihr Generalsekretär war ich der Ansicht, dass es falsch und gefährlich wäre, die Partei aufzugeben. […] Die späteren Entwicklungen sollten zeigen, dass die Partei dieser Rolle nicht gewachsen war und den Test von Demokratie, Freiheit und Glasnost nicht bestand.“

Die vom Obersten Sowjet der UdSSR verabschiedetem Gesetze über die Beziehungen zwischen den Bürgern und dem Staat, die politische Freiheiten und Grundrechte garantieren, siehe Gorbatschow „in ihrer Bedeutung vergleichbar mit den Reformen unter Zar Alexander II.“ in der 2. Hälfte des 19. Jahrhunderts, „die einen großen Meilenstein in der Geschichte unseres Landes darstellen“.
Von den Geschehnissen in Litauen am 13. Januar 1991 distanziert er sich. Er sieht sie als Provokation gegen ihn als Präsidenten, und es gäbe „Dokumente, die das beweisen“.
Seine Fehler sieht Gorbatschow schließlich darin, dass sie „früher mit der Reform der Partei und der Dezentralisierung der Union [hätten] beginnen sollen; wir hätten bei der Reform der Wirtschaft mutiger sein sollen.“
Gegen Ende zieht Gorbatschow das folgende Fazit:

„Keine Herausforderung oder Bedrohung, der die Menschheit im einundzwanzigsten Jahrhundert gegenübersteht, kann militärisch gelöst werden. Kein großes Problem kann von einem Land oder einer Gruppe von Ländern im Alleingang gelöst werden“

## Rezeption
Der Artikel Gorbatschows löste bei Experten und Forschern zur Geschichte der Perestroika Reaktionen aus.
Insgesamt wurde Gorbatschows Artikel bislang aber nur wenig rezipiert.